# Quwwat-ul-Islam-Moschee

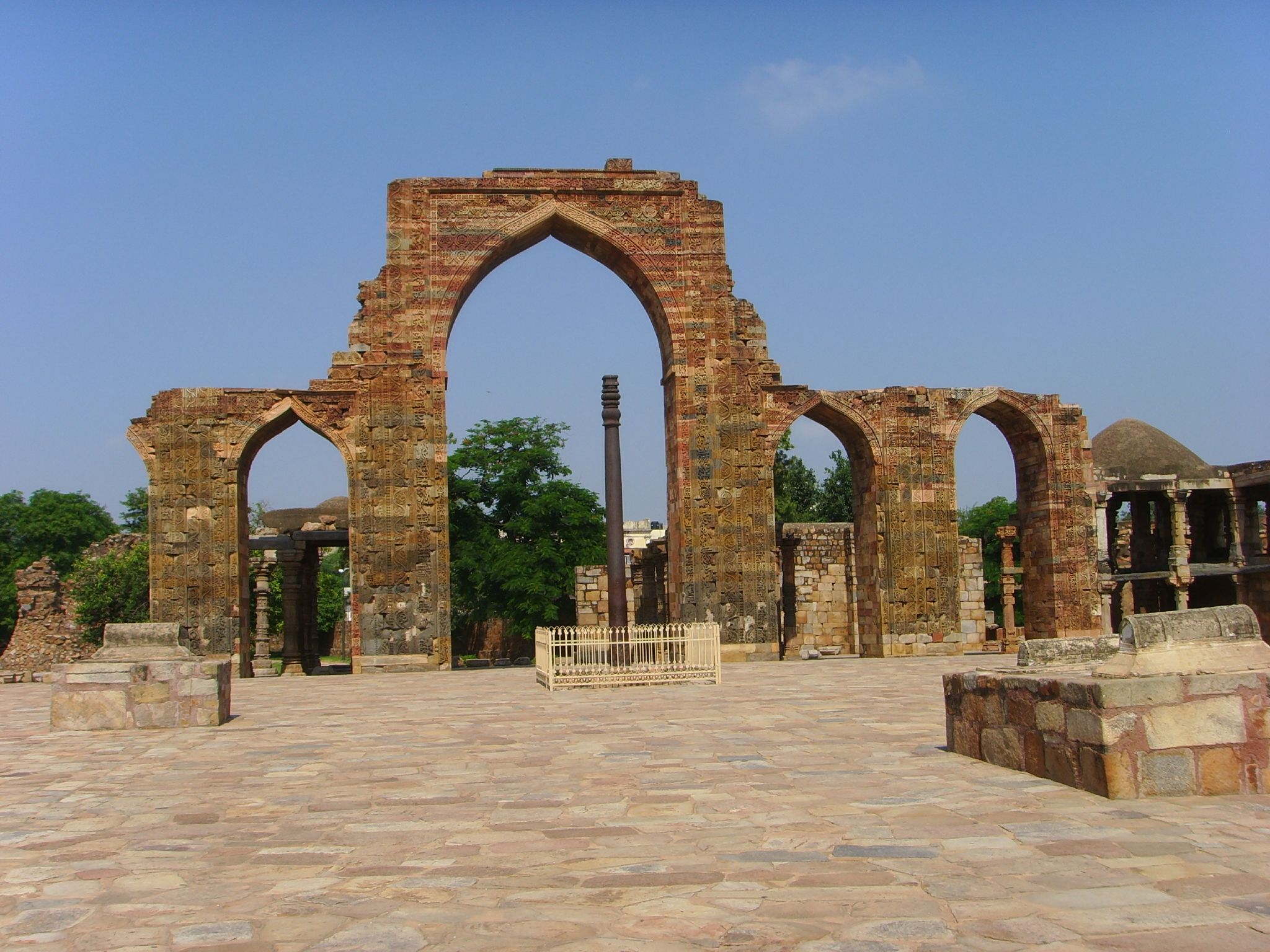
Quwwat-ul-Islam-Moschee – Innenhof mit Eiserner Säule vor den Zugängen zur ehemals überdachten Moscheehalle

Die Quwwat-ul-Islam-Moschee („Macht-des-Islam-Moschee“) im seit 1993 von der UNESCO als Weltkulturerbe anerkannten Qutb-Komplex im Süden von Delhi ist – neben der Adhai-din-ka-Jhonpra-Moschee von Ajmer (Rajasthan) – einer der frühesten (erhaltenen) Moscheebauten im Norden des indischen Subkontinents.

## Baugeschichte
Nach der Eroberung Delhis durch Qutb-ud-Din Aibak, dem Heerführer der Ghuriden, ließ dieser in den Jahren 1192/93 mehrere Hindu- und Jain-Tempel (eine Inschrift spricht von 27 Tempeln) zerstören. Teile davon wurden in der Moschee, mit deren Bau im Jahr 1193 begonnen wurde, als Spolien wiederverwendet; dabei wurden – soweit möglich und getreu dem islamischen Bilderverbot – alle Darstellungen von lebendigen (d. h. menschlichen und tierischen) Wesen entfernt. Die Moschee wurde – nach dem überraschenden Tod Qutb-ud-Dins im Jahr 1210 – erst um 1225/30 von seinem Schwiegersohn und Nachfolger Iltutmish vergrößert (neue Maße 68 × 120 m). Eine erneute Erweiterung, die insgesamt eine Verdreifachung der Moscheefläche auf 125 × 225 m bedeutete und der Neubau eines weiteren Siegesturms/Minaretts entstammt der Zeit Ala ud-Din Khaljis (um 1310/15); die Bauarbeiten wurden jedoch nach dem Tod des Auftraggebers (1316) eingestellt.

## Architektur

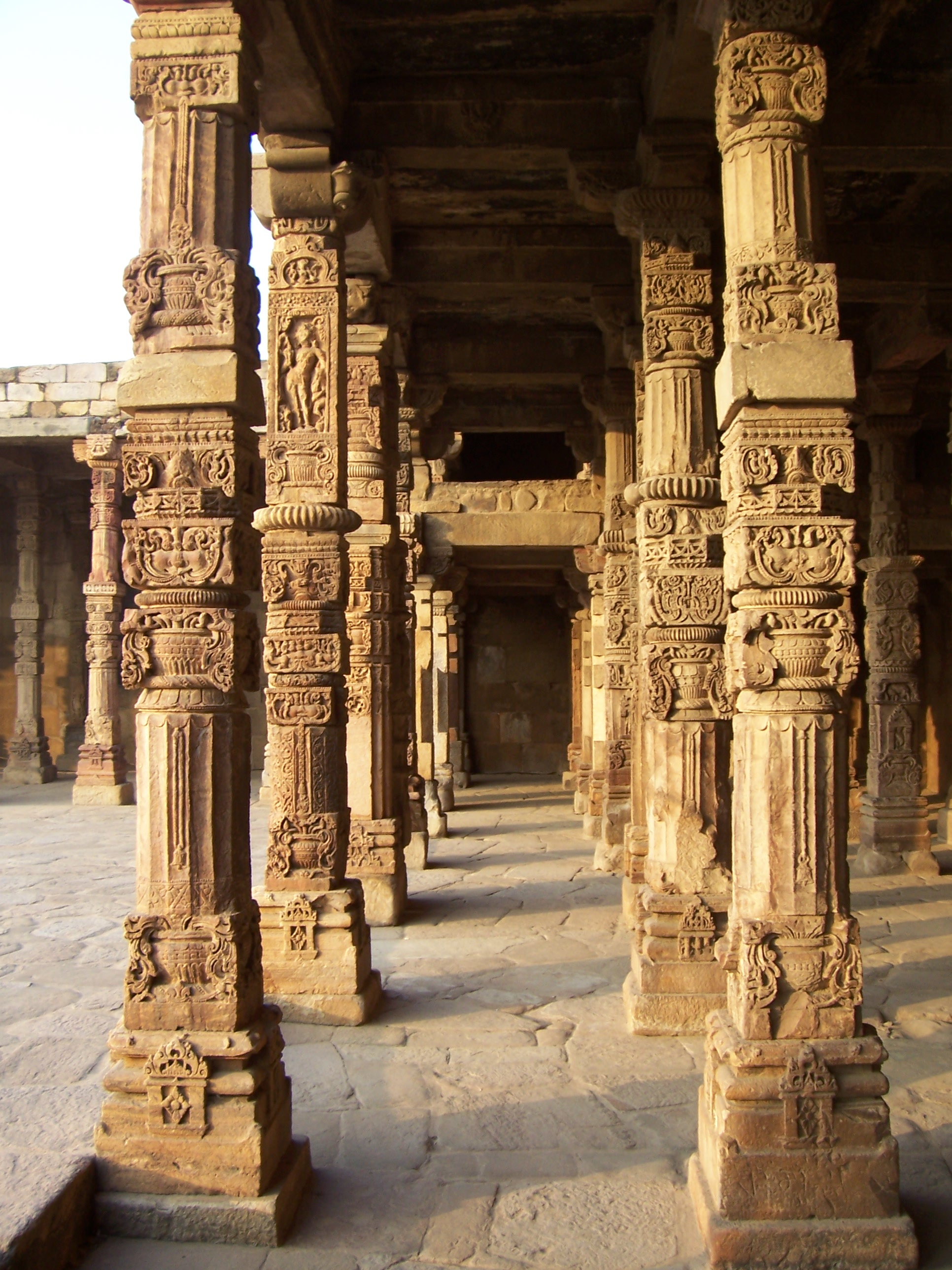
Der die Hoffläche rahmende Säulengang der Quwwat-ul-Islam-Moschee besteht aus Säulen/Pfeilern von zerstörten Hindu- und Jain-Tempeln; am zweiten Pfeiler links ist die Figur eines „Schönen Mädchens“ (surasundari) dem islamischen Bildersturm entgangen.

### Moschee
Der Ursprungsbau der – nach vorderasiatisch-persischem Vorbild nur in Teilen überdachten – Hofmoschee erhebt sich auf einer leicht erhöhten und mit Steinplatten bedeckten Plattform mit den Grundmaßen von etwa 43 × 32 m. Die Arkaden zum überdachten – jedoch bereits seit langem zerstörten – Gebetsraum, dessen Qibla-Wand nach Westen, d. h. in Richtung Mekka, ausgerichtet ist, stammen wahrscheinlich aus der Zeit Iltutmishs (etwa 1225/30) und wurden von indischen Handwerkern, die keine Bogenwölbungen und erst recht keine Kielbögen kannten, in Kragsteintechnik errichtet; anschließend wurden die Flächen von muslimischen oder zum Islam konvertierten Handwerkern in Horror vacui-Manier reich mit abstrakt-vegetabilischen Motiven und Kalligraphien geschmückt. Die Hoffläche der Moschee wird eingerahmt von einem breiten, überwiegend flachgedeckten Säulengang (riwaq), der aus übereinandergestellten Teilstücken von Hindu-Säulen besteht.
Die Moschee wurde unter Iltutmish um 1225/30 hauptsächlich nach Norden und Süden erweitert und mit einem weiteren riwaq umgeben. Dabei wurde der etwa 40 m von der ursprünglichen Moschee entfernt stehende Turm des Qutb Minar in den neu entstandenen Innenhof (sahn) integriert.

### Minarett
Die Moschee hatte ursprünglich kein Minarett. Der isoliert stehende und wahrscheinlich erst 1202 begonnene riesige Rundturm des Qutb Minar ist von Qutb-ud-Din Aibak – nach afghanischen Vorbildern – in erster Linie als Sieges- und Wachturm konzipiert worden. Gleichwohl konnten die ringförmigen Außenbalkone des Turmes auch als Plattformen für den Ruf des Muezzin genutzt werden. Ein gut 100 Jahre später von Ala ud-Din Khalji begonnener weiterer Siegesturm (Alai Minar), der das Qutb Minar noch an Höhe hätte übertreffen sollen, ist nie fertiggestellt worden.

### Ausstattung
Gleich hinter dem Haupteingang zum Innenhof der Moschee erheben sich zwei Kenotaphe auf einem Podest; die Namen der hier unterhalb des Erdbodens beigesetzten Personen sind nicht überliefert. Unmittelbar vor dem Hauptportal des Gebetssaals steht – als Siegestrophäe – die berühmte Eiserne Säule.

### Alai Darwaza

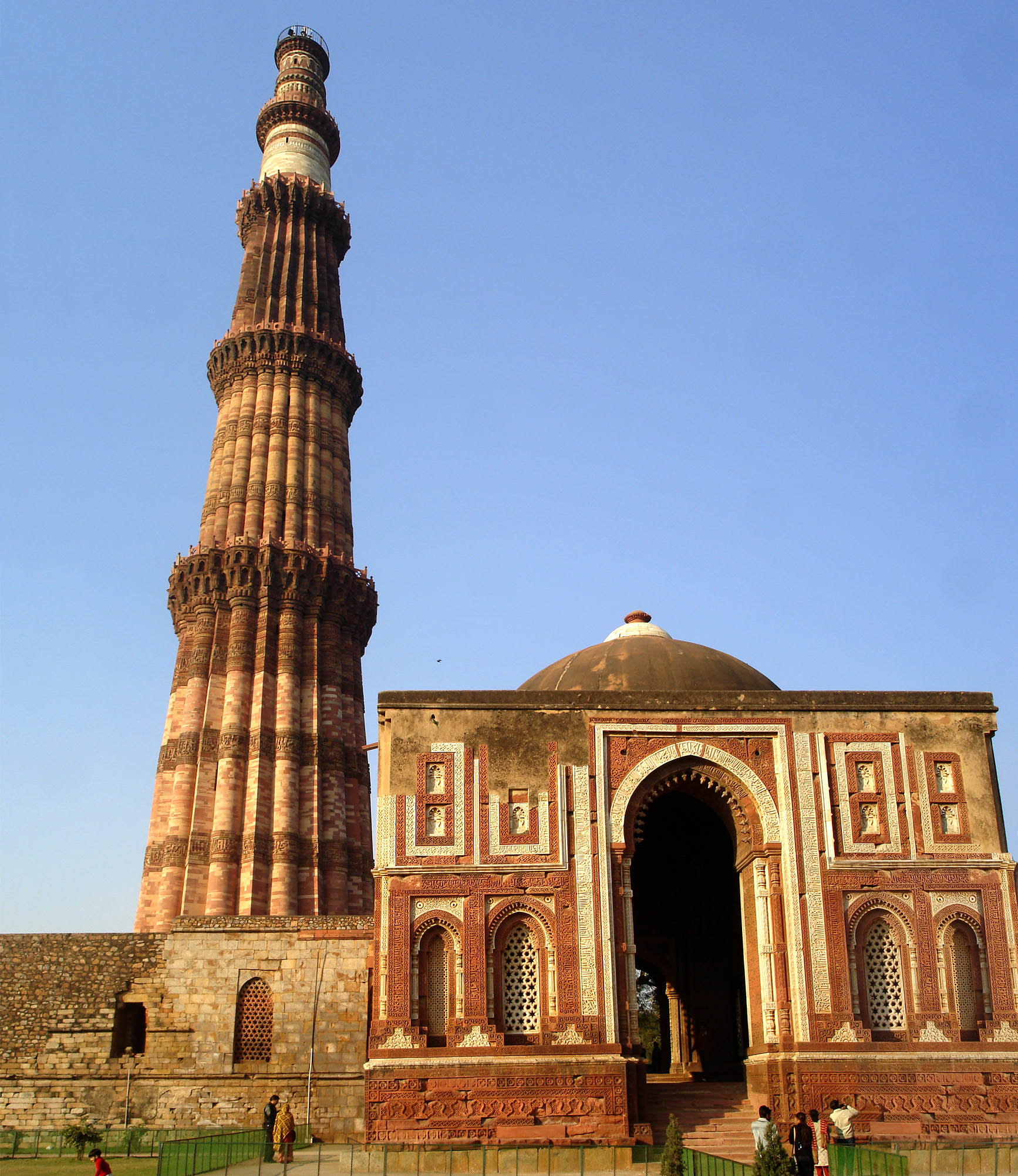
Alai Darwaza und Qutb Minar

Das monumentale, jedoch fein ausgestattete Eingangsgebäude auf der Südseite der Quwwat-ul-Islam-Moschee, das Alai Darwaza, ist die bedeutendste bauliche Hinterlassenschaft Ala ud-Din Khaljis. Das quadratische und vollkommen symmetrische Bauwerk hat Seitenlängen von etwa 17,20 m (außen) beziehungsweise 10,60 m (innen) und ist nach allen vier Seiten durch hohe Portalbögen und seitliche Jali-Fenster geöffnet; die äußeren Fenster sind blind, da sich hinter ihnen die etwa 3,30 m dicken Wände des Bauwerks verbergen. Der Kuppelbau verfügt – erstmals in Indien – über eine Zentralkuppel mit „echtem Gewölbe“ und nicht mehr wie früher über eine Kragsteinkuppel. Ebenfalls erstmals erscheint am Außenbau das Spiel mit den unterschiedlichen Farben der verwendeten Steine (roter Sandstein und weißer Marmor) wie es sich bereits ansatzweise in den beiden Untergeschossen des unmittelbar daneben stehenden Qutb Minar andeutete, sich aber in derart ausgeprägter Form erst im 16. Jahrhundert am Humayun-Mausoleum wiederfindet. Die Innenraumwände des Alai Darwaza sind reich mit geometrischen Steinschnitzereien geschmückt; an den Bögen finden sich kalligraphische Inschriften in Stein, die drei Datierungen des Bauwerks enthalten: 710 Hijra = 1311 n. Chr. Die flache Kuppelwölbung tritt – anders als bei den späteren Grab- und Moscheebauten in Indien – im Äußeren kaum in Erscheinung und ist innen wie außen vollkommen schmucklos gehalten.

## Bilder

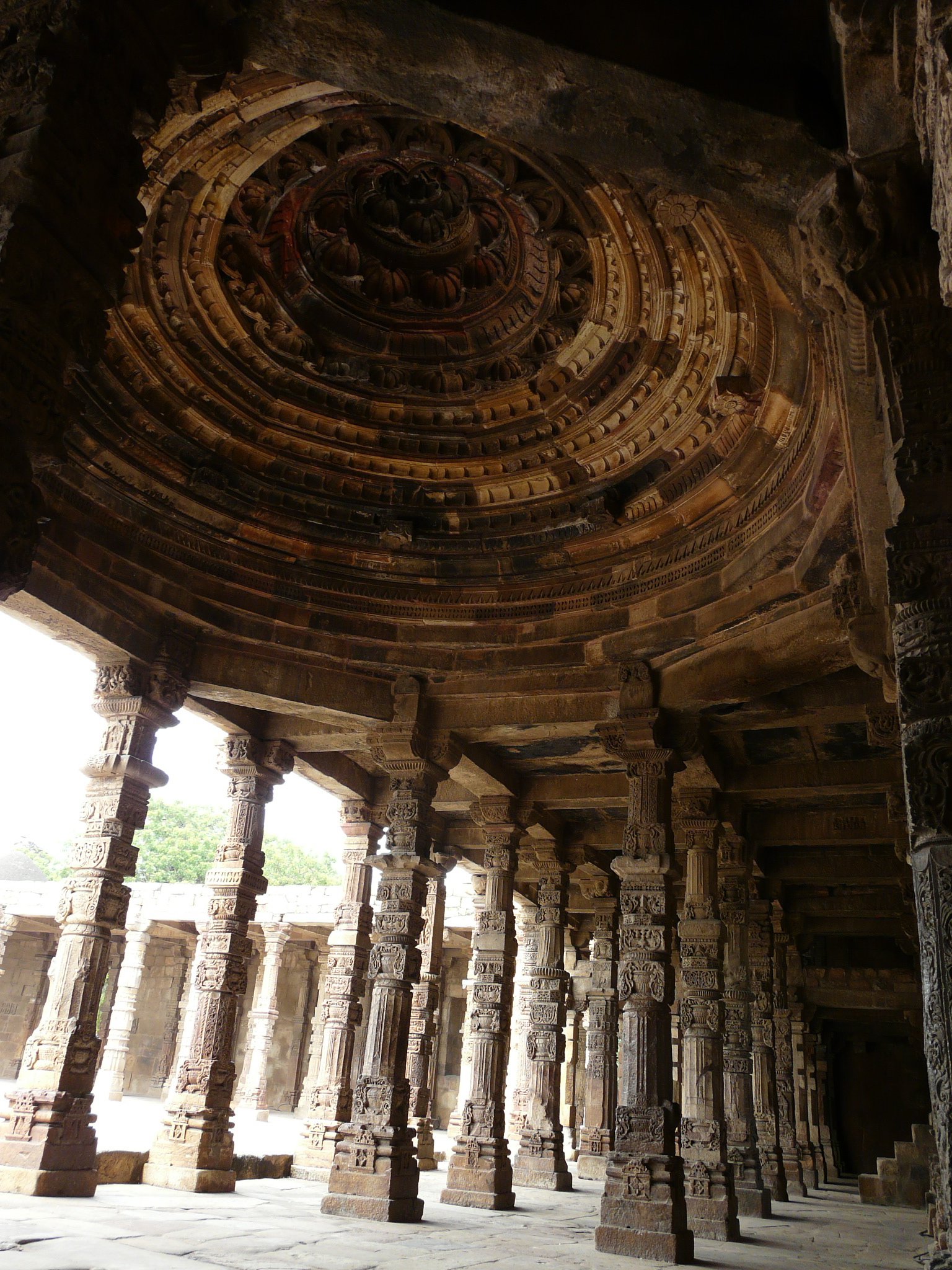
Säulengang mit Kragkuppel
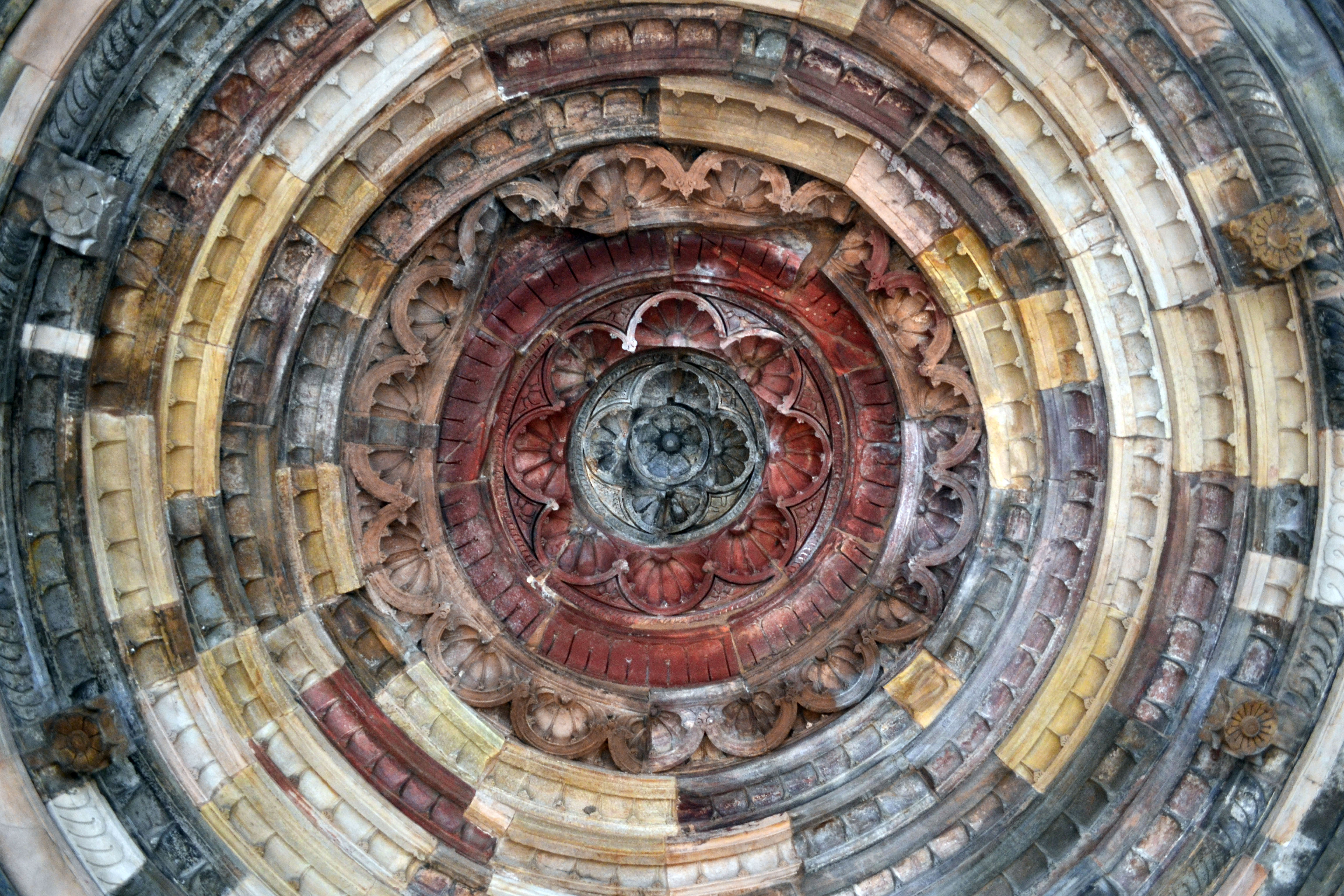
Kragkuppel über dem Eingang zur Quwwat-ul-Islam-Moschee
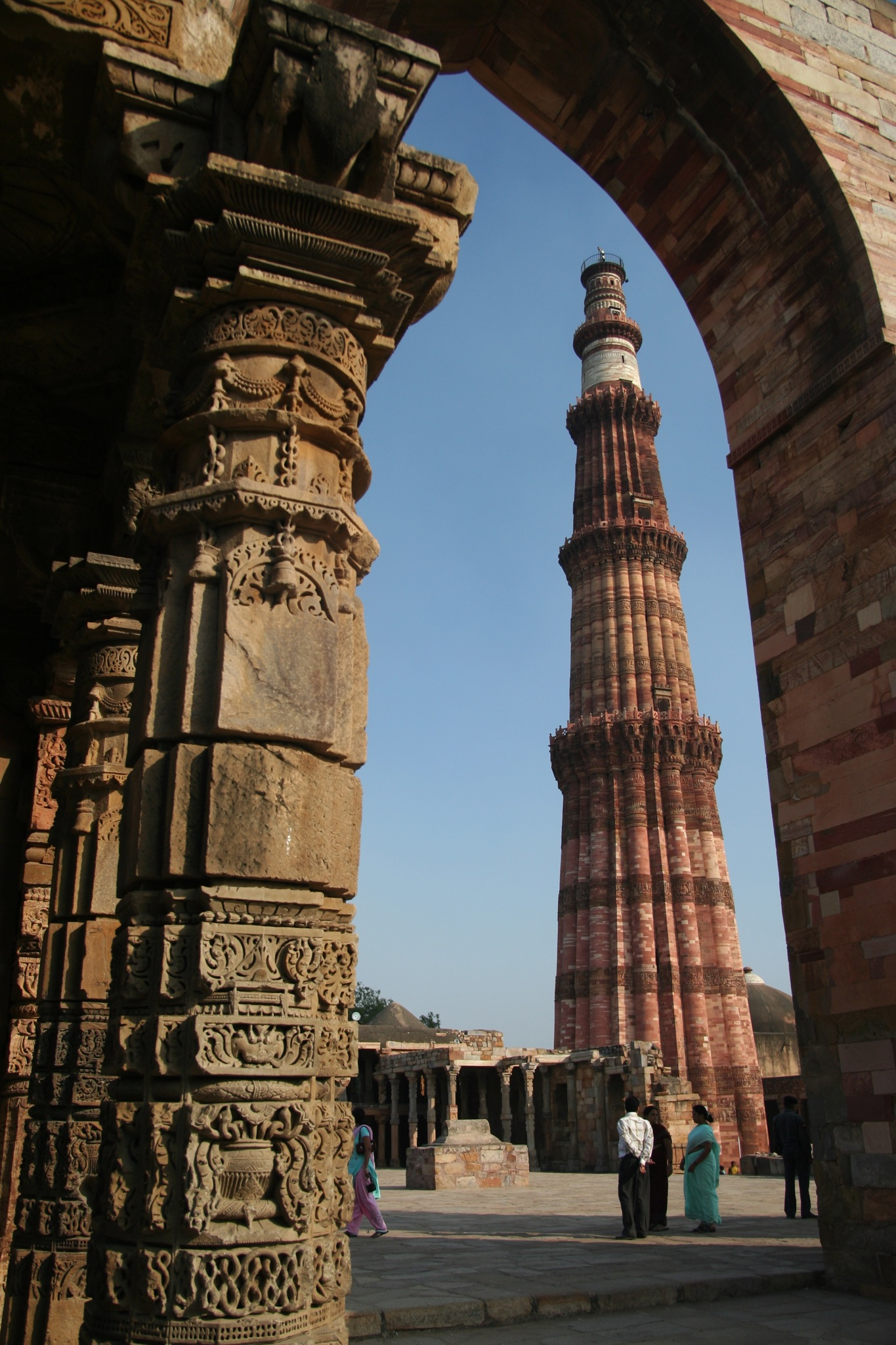
Blick aus der Quwwat-ul-Islam-Moschee auf das Qutb Minar
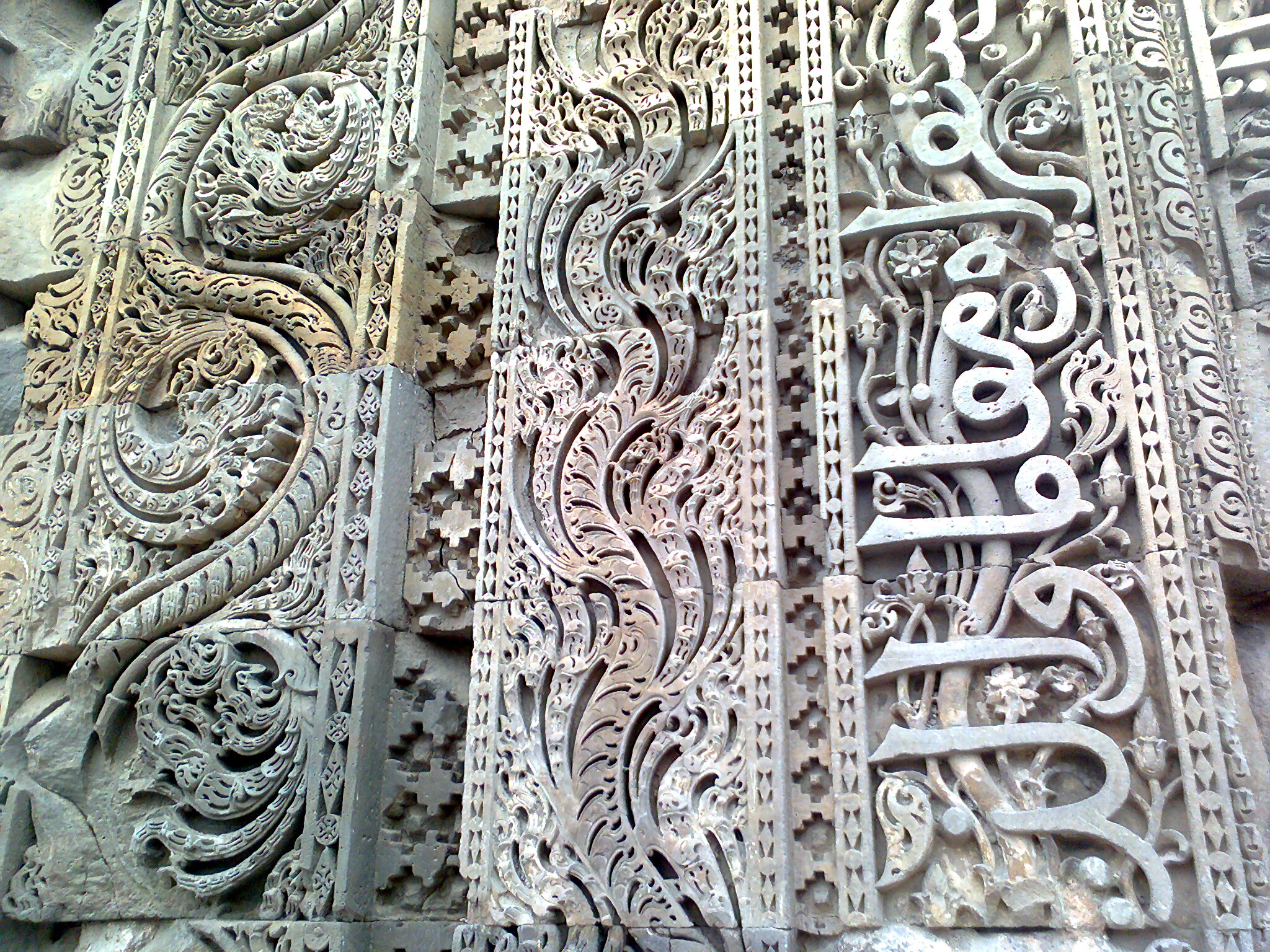
Islamische Ornamentik und Kalligraphie
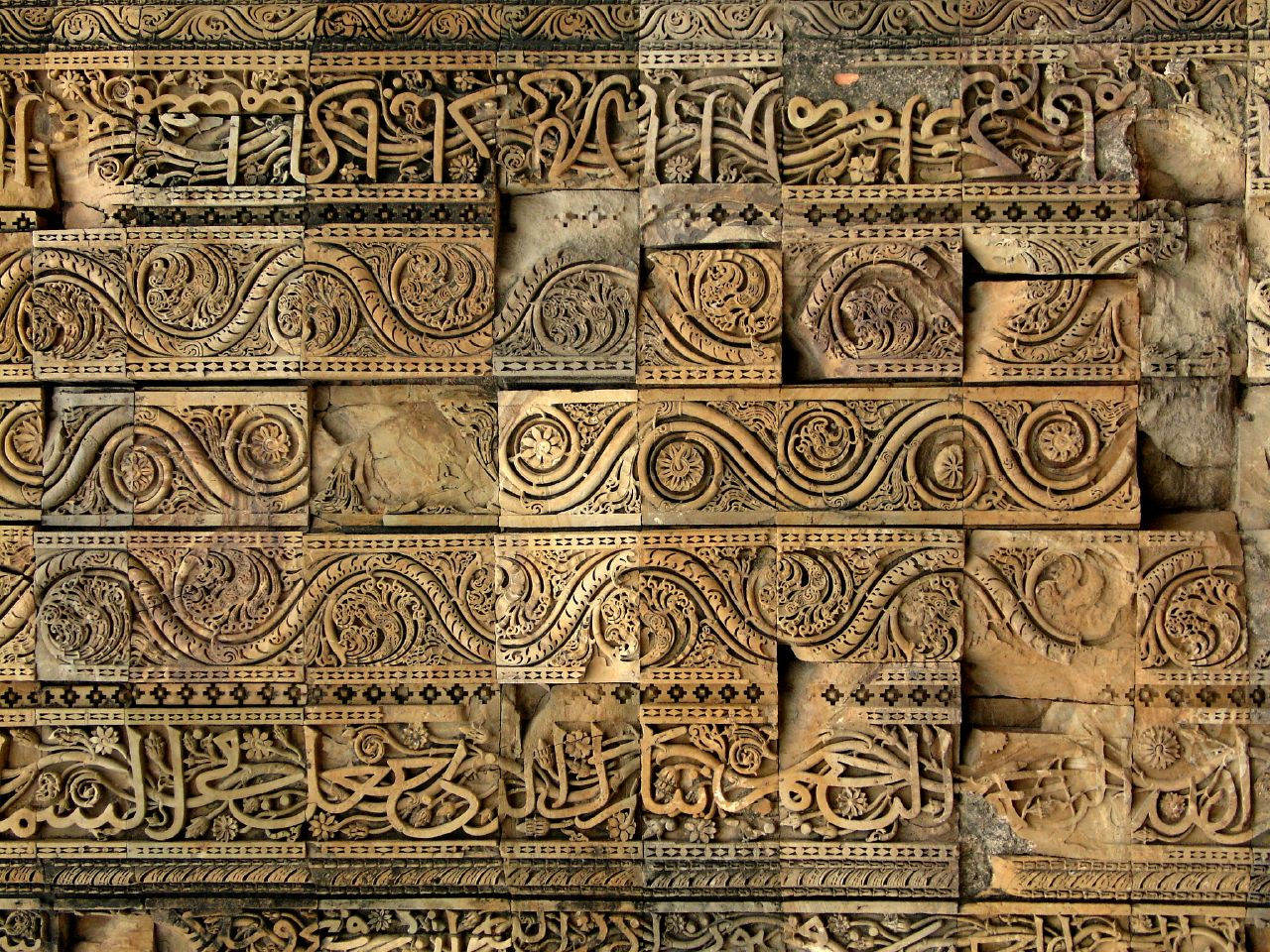
Islamische Ornamentik und Kalligraphie
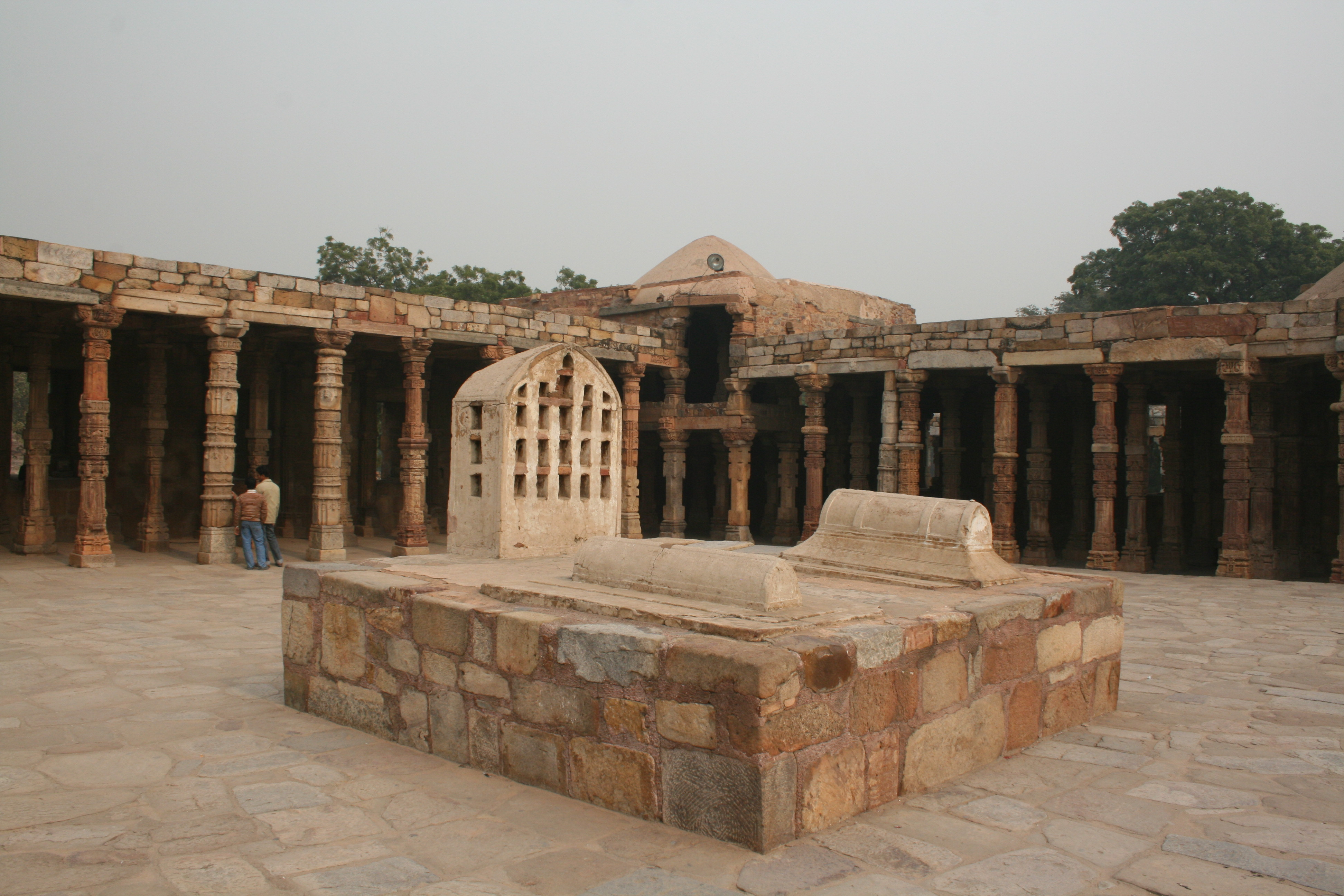
Islamische Kenotaphe